# Südliche und Nördliche Dynastien
Die Zeit der Südlichen und Nördlichen Dynastien (chinesisch 南北朝, Pinyin nánběicháo) ist nach der chinesischen Geschichtsschreibung die Zeit vom Ende der Jin-Dynastie bis zum Beginn der Sui-Dynastie, also der Zeitraum von 420 bis 581.

## Geschichte
Durch einen Überfall der Xiongnu unter Liu Cong im Jahr 311 wurde die östliche Kaiserresidenz Luoyang zerstört. Ganz China nördlich des Yangzi wurde bis 316 überrannt, doch die Jin-Prinzen sammelten sich in Nanjing und eroberten das Yangzi-Tal zurück. Nun war China zwischen den Fremd-Dynastien, die im Norden herrschten, und dem chinesischen Kaiserreich im Süden aufgeteilt. 273 Jahre lang blieb China in einen Nord- und einen Südteil gespalten. Beide Seiten strebten theoretisch eine Wiedervereinigung an. Kriege zwischen Nord und Süd brachen sporadisch aus, blieben aber begrenzt.
Zwischen den Nomadenvölkern, die den Norden Chinas annektiert hatten, kam es ständig zu Auseinandersetzungen, insgesamt sechzehn Königreiche hatten sich herausgebildet. Nach 70 Jahren (um 386) brachte eine Invasion den ganzen Norden unter eine einzige Herrschaft, nämlich die der (Nördlichen) Wei-Dynastie. Das Volk der Tabgatsch bediente sich recht bald der chinesischen Verwaltungsstruktur, und es brauchte nicht lange, bis sie in der chinesischen Kultur aufgingen.
Die Herrschaft der Nomadenvölker über Nordchina öffnete die Handelswege nach Westen wieder, und über Turkestan drang der aus Indien kommende Buddhismus nach Nordchina ein.
Während der Norden vereint war, wechselten im Süden sechs kurzlebige, chinesische Dynastien einander ab. Doch trotz der labilen politischen Lage wurde im Süden die chinesische Kultur weiter gepflegt. Besonders unter der Liang-Dynastie des Kaisers Liang Wu Di (reg. 502–549) verzeichnete man eine friedliche Zeit, eine großzügige Förderung des Buddhismus und eine Pflege der schönen Künste (zumindest so lange, bis sich ein General namens Hou Jing erhob, die Hauptstadt eroberte und den Kaiser verhungern ließ).

## Zeittafel

### Südliche Dynastien
Es gibt vier südliche Dynastien:
- Liu-Song (420–479)
- Südliche Qi (479–502)
- Liang (502–557)
- Chen (557–589)

### Nördliche Dynastien
Es gibt fünf nördliche Dynastien:
- Nördliche Wei (386–534)
- Östliche Wei (534–550)
- Westliche Wei (535–557)
- Nördliche Qi (550–577)
- Nördliche Zhou (557–581)